# Ivanhoe (1982)
Ivanhoe ist ein britisch-US-amerikanischer Historien-Abenteuerfernsehfilm aus dem Jahr 1982. In den Hauptrollen sind James Mason, Anthony Andrews, Sam Neill, Michael Hordern und Olivia Hussey zu sehen. Der Stoff stammt aus dem gleichnamigen Roman Ivanhoe von Walter Scott.

## Handlung
Der englische Ritter Ivanhoe, Sohn eines sächsischen Adligen, kehrt 1194 von den Kreuzzügen in seine Heimat zurück. Dort hat währenddessen Prinz John seinem Bruder Richard Löwenherz, der in Österreich inhaftiert ist, die Krone entrissen und herrscht nun mit eiserner Hand über das Land. Die Sachsen haben ihre normannischen Eroberer nicht akzeptiert und es gibt viel Feindseligkeit zwischen ihnen. In Ashby beginnt ein Ritterturnier, das Ivanhoe schwer verletzt für sich entscheiden kann.
Er wird von dem Juden Isaac of York, den er kurz zuvor kennengelernt hatte, und seiner schönen Tochter Rebecca versorgt. Die drei werden zusammen mit Ivanhoes Vater Cedric und seinem Mündel Rowena von Rittern gefangen genommen, die Ivanhoe im Turnier besiegt hat. Diese verfolgen die Absicht, König Richard zu töten, um einen eigenen Regenten einzusetzen, um später die Sachsen zu besiegen.
Mit Hilfe von Robin Hood und dessen Freunden greift der mysteriöse Schwarze Ritter das Schloss Front-de-Boeuf an, um Ivanhoe zu befreien. Der Plan des Schwarzen Ritters geht auf und er kann die Gefangenen befreien. Rebecca wird später vom Templerorden beschuldigt, eine Hexe zu sein. Daher muss sich Ivanhoe Brian de Bois-Guilbert im Kampf stellen, um sie retten zu können. Da sich dieser allerdings in Rebecca verliebt hat, lässt er sich von Ivanhoe töten, damit Rebecca ihrer Hinrichtung auf dem Scheiterhaufen entgehen kann.
Später stellt es sich heraus, dass der Schwarze Ritter König Richard ist. Er löst den Templerorden in England auf, da sich dieser an der Verschwörung beteiligte. Sowohl Normannen als auch Sachsen müssen die Realität akzeptieren, dass sie jetzt ein einziges Volk sind. Rowena und Ivanhoe, die ineinander verliebt sind, heiraten, während Rebecca und ihr Vater England wegen der Feindseligkeit verlassen, die die Menschen, sowohl Sachsen als auch Normannen, ihnen gegenüber haben, nur weil sie Juden sind.

## Produktion
Der Film war Teil einer Reihe von Filmen von Columbia Pictures Television unter der damaligen Führung von Herman Rush. Gedreht wurde in den Pinewood Studios sowie in der historischen Altstadt von Bamburgh und im Alnwick Castle in der englischen Grafschaft Northumberland.
Die Besetzung von Anthony Andrews als titelgebende Hauptrolle des Wilfred of Ivanhoe wurde im September 1981 bekannt gegeben. Er sagte über seine Rolle: „Das Problem mit Ivanhoe ist, dass er weißer als weiß ist, sauberer als sauber. Er ist ein geradliniger Held ohne Ecken und Kanten. Jedes Mal, wenn er den Mund öffnet, sagt er etwas unglaublich Gerechtes. Das Problem bestand darin, ihn in einen Menschen zu verwandeln.“

## Hintergrund
Der Film wurde erstmals am 23. Februar 1982 in den USA gesendet. Im Vereinigten Königreich erschien er am 26. September 1982 auf ITV.
In Schweden erfolgte die Erstausstrahlung am 31. Dezember 1982. Seitdem hat er sich als TV-Klassiker am Neujahrstag etabliert.
Michael Hordern äußerte sich einst: „Sie könnten unsere Kostüme vom 12. Jahrhundert in das 20. Jahrhundert anpassen und uns in Autos statt auf Pferden herumlaufen lassen, und Sie könnten die gleiche Geschichte in Bezug auf Vorurteile machen, die immer noch sehr stark sind. Die menschliche Natur scheint sich seit Cedrics Zeit nicht sehr verändert zu haben.“

## Rezeption
„Fürs Fernsehen entstandene Neuverfilmung der abenteuerlichen klassischen Rittergeschichte von Sir Walter Scott; nach gängigen Mustern inszeniert, gefällt der Film durch die außergewöhnliche Besetzung.“

Im Audience Score auf Rotten Tomatoes hat der Film bei über 1.000 Bewertungen eine ordentliche Wertung von 73 %. In der Internet Movie Database hat der Film bei über 4.700 Stimmenabgaben eine Wertung von 6,7 von 10,0 möglichen Sternen.